# Wasserturm Biehla

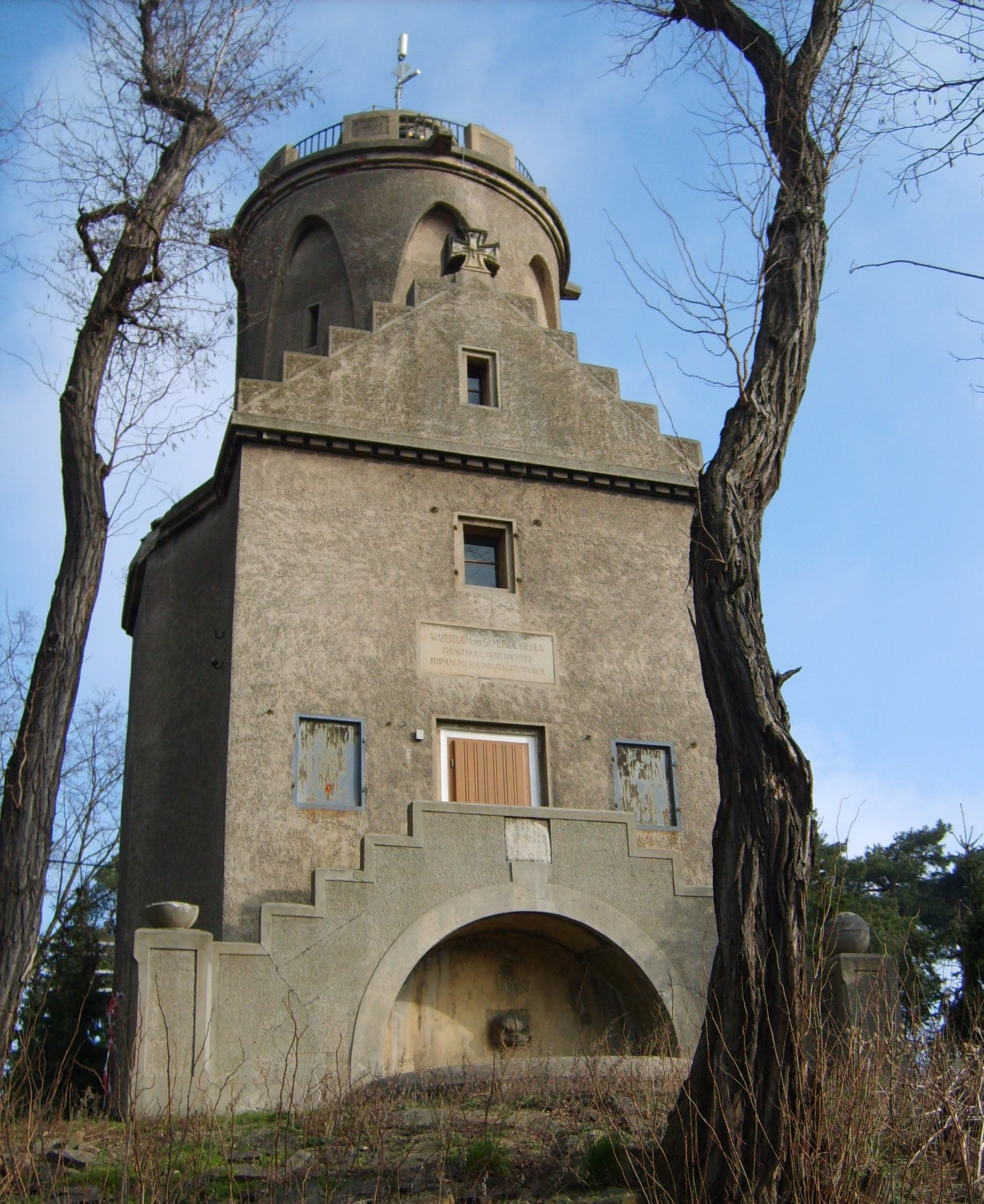
Wasserturm Biehla

Der Biehlaer Wasserturm ist ein Baudenkmal in der südbrandenburgischen Kleinstadt Elsterwerda im Landkreis Elbe-Elster. Er verfügt über ein Fassungsvermögen von 90 m³ und befindet sich 140 m ü. NN weithin sichtbar auf dem Winterberg des Elsterwerdaer Stadtteils Biehla. Das von 1913 bis 1914 errichtete Bauwerk, dessen Fassade nach dem Vorbild des Leipziger Völkerschlachtdenkmals gestaltet wurde, sollte neben dem technischen Zweck zugleich als Mahnmal und Wahrzeichen des Ortes dienen.

## Geschichte und Architektur
Mit der am Ende des 19. Jahrhunderts fortschreitenden Industrialisierung und dem damit verbundenen Bevölkerungswachstum im verkehrstechnisch günstig gelegenen Biehla stieg auch der Bedarf an Wasser. Die Einwohnerzahl im Ort wuchs innerhalb von nur zwanzig Jahren von 500 auf 1500. Da sich die Gemeinde Biehla gezwungen sah, eine eigene zentrale Wasserversorgung zu errichten, begannen im August 1900 die Planungen, das Quellgebiet am Biehlaer Winterberg zu erfassen. Verantwortlich für dieses Projekt war der Kreiswiesenbaumeister des Landkreises Liebenwerda Balsam.

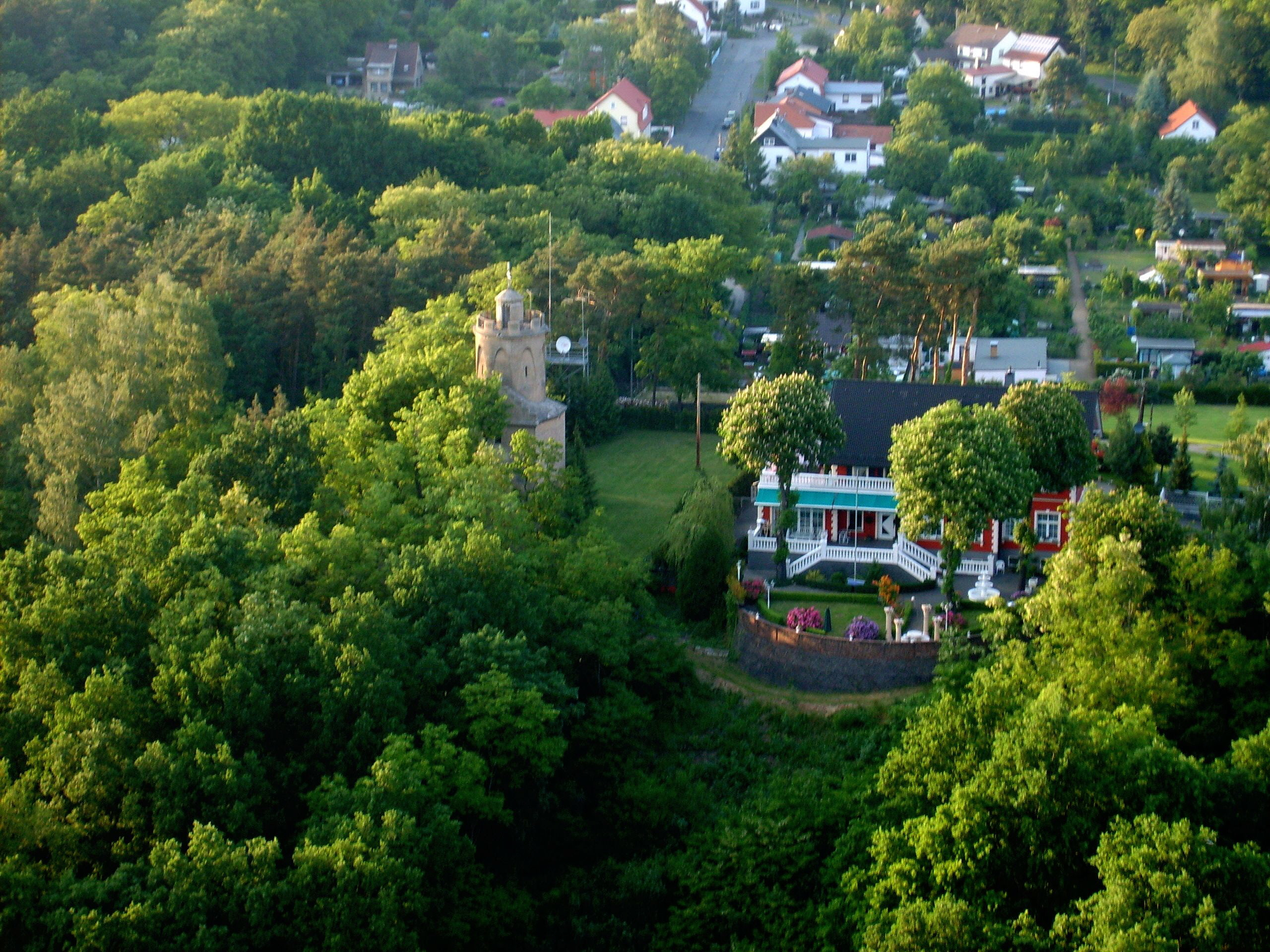
Der Wasserturm und die einstige Gaststätte „Winterberg“ aus der Luft betrachtet

Schließlich wurde 1913 auf dem Winterberg ein Wasserturm erbaut und 1914 in Betrieb genommen. Aber bald reichten die 90 m³ Fassungsvermögen der Anlage nicht mehr aus und es folgte in den Jahren 1921 bis 1922 eine Erweiterung. Weitere Quellen wurden in der Umgebung erschlossen, deren Wasser zu einem Sammelbrunnen geführt wurde. Von dort aus gelangte es über eine hydraulische Widder-Anlage zum Wasserturm. Als später weitere Erweiterungen nötig wurden, schuf ein 200 Kubikmeter fassender Sammelbehälter an der Biehlaer Obermühle Abhilfe, dessen Wasser ab 1933 mittels einer Pumpstation zum Wasserturm geleitet wurde.

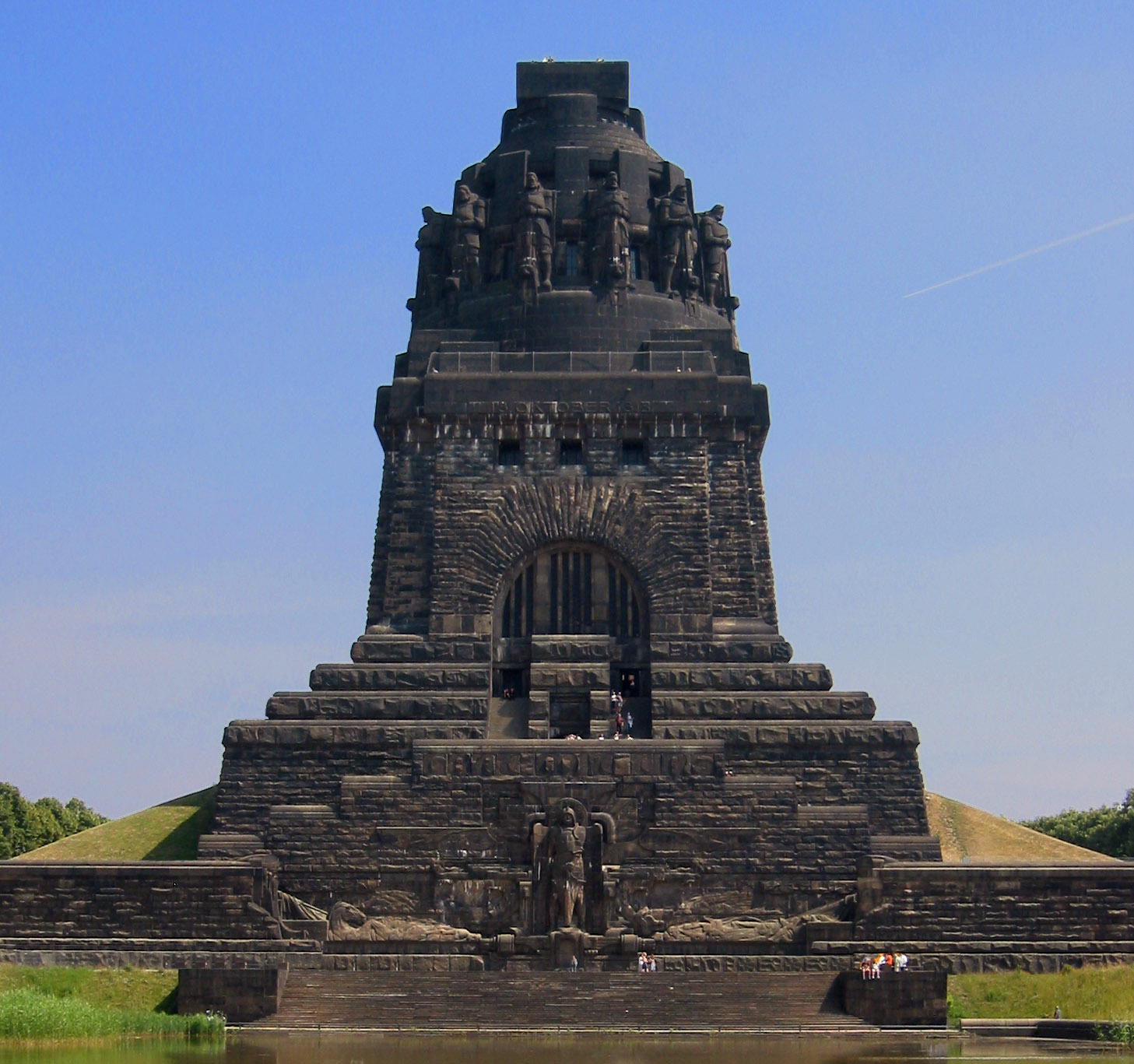
Das Völkerschlachtdenkmal in Leipzig

Seine Architektur verdankt das Bauwerk der damaligen patriotischen Haltung seiner Biehlaer Bauherrn, welche eine Silhouette ähnlich dem nach Entwürfen des Berliner Architekten Bruno Schmitz entstandenen und am 18. Oktober 1913 eingeweihten Völkerschlachtdenkmal in Leipzig schaffen wollten.
Wie sein berühmtes Vorbild in Leipzig sollte es an die Völkerschlacht bei Leipzig von 1813 erinnern, deren Auswirkungen in dieser Zeit auch bis in die Umgebung Biehlas durch riesige Truppenbewegungen zu spüren waren. So war am 20. Juli 1813 auch Kaiser Napoléon Bonaparte auf den Weg zu einer Truppeninspektion in Luckau mit seinem Gefolge durch Elsterwerda gezogen und der preußische Generalfeldmarschall Blücher, einer der populärsten Kriegshelden der Befreiungskriege in Europa, lagerte kurze Zeit vor der Schlacht Ende September 1813 mit seinem 30.000 Mann starken Korps in Elsterwerda und Umgebung.
Die Fassade des Bauwerks wird von einem steinernen Kreuz geprägt. Folgende Inschrift befindet sich über dem Eingang:
| WASSERTURM DER GEMEINDE BIEHLA ERBAUT IM 100. JAHRE NACH DER BEFREIUNG DEUTSCHLANDS VOM CORSISCHEN JOCHE. |

Bis 2005 befand sich am Treppenaufgang des Turmes ein steinernes Relief mit dem Biehlaer Gemeindesiegel, welches ein weißes Pferd darstellte. Am Fuße des Wasserturms befindet sich ein Brunnen.
Der Wasserturm und das angrenzende Gasthaus „Winterberg“ waren ein beliebtes Ausflugsziel, da man von hier bei guten Witterungsbedingungen einen ausgezeichneten Fernblick weit über die Niederungen von Schwarze Elster und Elbe bis hin zum etwa 80 Kilometer entfernten Völkerschlachtdenkmal in Leipzig hat. Während die Aussichtsplattform der 1990 geschlossenen, nach ihrem Verkauf jetzt als Wohnhaus genutzten Gaststätte noch bis etwa 1995 zugänglich war, wurde Besuchern der Zutritt auf die Plattform des Wasserturmes bereits seit 1963 verwehrt.
Bis zu ihrer Stilllegung im Jahre 2003 deckte die wassertechnische Anlage etwa 10 Prozent der städtischen Trinkwasserversorgung ab. Von 2002 an konnte das Bauwerk jeweils zum Pfingstfest besichtigt werden. Diese jährlichen Öffnungen mussten wegen des schlechten Zustands des Wasserturms jedoch wieder eingestellt werden. Eine Spendenaktion soll die nötigen Mittel für eine Restaurierung des ansonsten von Abriss bedrohten, im Besitz der Stadt Elsterwerda befindlichen Wasserturms aufbringen.

## Weitere Wassertürme im Stadtgebiet von Elsterwerda
- Wasserturm Elsterwerda, Fassungsvermögen: 250 m³[5]
- Wasserturm am Bahnhof Biehla, Fassungsvermögen: 50 m³[5]

## Ähnliche Bauwerke
- Völkerschlachtdenkmal in Leipzig
- Voortrekkerdenkmal in Pretoria